# Rosalind Knight
Rosalind Marie Knight (Marylebone, London, Egyesült Királyság, 1933. december 3. – 2020. december 19.) brit (angol) színésznő. Hét évtizedes pályafutása során számos színpadi, film- és televíziós produkcióban szerepelt.
Ismert a Folytassa-vígjátéksorozat két filmjéből, a Tom Jones-ból, és a BBC sikeres televíziós sorozataiból, a Gimme Gimme Gimme-ből (1999–2001) és a Péntek esti vacsora (2011–2020) szappanoperákból.

## Élete

### Származása
London Marylebone kerületében született. Édesapja Esmond Knight színész (1906–1987), édesanyja Frances Clare, Knight első felesége. Szülei 1946-ban szülei elváltak, apja még abban az évben feleségül vette Nora Swinburne színésznőt (1902–2000), aki Rosalind mostohaanyja lett.

### Pályája
Színészcsaládból származott, korán bekerült a színpadi miliőbe. 1949-től apjával együtt játszott az Old Vic színházban. 
Két évig tanult Glen Byam Shaw és George Devine színiiskolájában, majd helyettes színházi asszisztens lett Coventryben, a Midland Theatre társulatánál, innen az ipswichi színházi társulathoz szegődött, ahol évfolyamtársa, Joe Orton (1933–1967) is dolgozott, színészként és íróként.
1955-ben először szerepelt mozifilmben, apjával együtt (bár még név nélküli udvarhölgyként) a III. Richárd c. filmdrámában, Laurence Olivier mellett. Két évvel később a West of England Theatre Company vándorló színházhoz ment át. Egy producer felfigyelt rá, és szerephez segítette Frank Launder rendező Blue Murder at St Trinian’s c. vígjátékban (1957), amelynek sztárja Terry-Thomas volt. Ugyanebben az évben, 1957-ben apjával együtt szerepelt a BBC Nicholas Nickleby tévésorozatában, szerepük szerint is apát és leányát játszották.
1959-ben szerepelt két korai Folytassa-filmben, a Folytassa, nővér!-ben és a Folytassa, tanár úr!-ban. Utóbbiban Felicity Wheelert, a szigorú tanfelügyelőt játszotta, aki a Kenneth Connor által alakított gátlásos technikatanárt kerülgeti.
1963-ban Mrs Fitzpatrickot játszotta Tony Richardson Tom Jones c. filmjében, 1980-ban Miss Walsh tanárnőt Frank Launder rendező The Wildcats of St Trinian’s című vígjátékában, Blue Murder at St Trinian’s folytatásában.
Sok sikeres angol televíziós sorozatban szerepelt, a Coronation Street-ben (1981), a Sherlock Holmes-ban (1984), Szemesnek áll a világ (1989), Agatha Christie: Poirot-ban (1992), Majd a komornyik-ban (1993), a Doktorok-ban (2000), Baleseti sebészet-ben (2002), a Kisvárosi gyilkosságok (2003, 2011), az Agatha Christie: Marple-ban (2006), és a Péntek esti vacsorában (2012–2020). 1999–2001-ben a BBC Gimme Gimme Gimme sorozatában játszott egy visszavonult prostituáltat, Kathy Burke és James Dreyfus mellett.
A filmezés mellett rendszeresen játszott színpadon is, a londoni Royal Shakespeare Company, a Royal Court Theatre és az Old Vic társulatában, emellett a manchesteri Royal Exchange és a sheffieldi Crucible Theatre színházakban.

### Magánélete
1959 júliusában feleségül ment Michael Elliott színpadi és filmrendezőhöz (1931–1984), két leányuk született, Marianne Elliott színpadi rendező (1966), aki később Nick Sidi színész felesége lett és Susannah Elliott-Knight, szintén színpadi rendező. Férje, Michael Elliott 1984-ben meghalt. Rosalind Knight 2020. december 19-én hunyt el, 87 éves korában.

## Főbb filmszerepei
- 1955: III. Richárd (Richard III), udvarhölgy, név nélkül
- 1957: Nicholas Nickleby, tévésorozat, Miss Fanny Squeers
- 1957: Blue Murder at St. Trinian’s, Annabel
- 1958: Lópofa (The Horse’s Mouth), mellékszerep, név nélkül
- 1959: Folytassa, nővér! (Carry On Nurse), Nightingale tanulónővér
- 1959: Folytassa, tanár úr! (Carry On Teacher), Felicity Wheeler tanfelügyelő
- 1960: Duplacsavar (Doctor in Love), Doktornő
- 1960: The Pure Hell of St. Trinian’s, Myrtle
- 1961: Amíg az utolsó vendég elmegy (The Kitchen), Daphne
- 1961: Ahogy tetszik (As You Like It), Celia
- 1963: Tom Jones, Mrs. Fitzpatrick
- 1963: Martin Chuzzlewit, tévésorozat, Charity
- 1968: Nicholas Nickleby, tévésorozat, Miss Snevellicci
- 1968: Gyémántok reggelire (Diamonds for Breakfast), rózsaszín ruhás múzeumlátogató
- 1970: Csináljátok, de nélkülem (Start the Revolution Without Me), Helene de Sisi
- 1975: Ritkaságok boltja (The Old Curiosity Shop), Mrs. George
- 1979: Londoni randevú (The Lady Vanishes), Evelyn Barnes
- 1980: The Wildcats of St. Trinian’s, Miss Walsh
- 1980: Coronation Street, tévésorozat, Mrs. Ramsden
- 1984: Sherlock Holmes kalandjai (Sherlock Holmes), Morcar grófnő
- 1985: Mapp & Lucia, tévésorozat, Amelia Faraglione grófnő
- 1987: Hegyezd a füled! (Prick Up Your Ears), RADA zsüritag
- 1989: Viszontlátásra (Till We Meet Again ), tévé-minisorozat, St. Fraycourt márkiné
- 1989: Szemesnek áll a világ (Only Fools and Horses…), tévésorozat, Mrs. Creswell
- 1991: Félelem a sötéttől (Afraid of the Dark), Edith
- 1992: Agatha Christie: Poirot, tévésorozat, A fogorvos széke c. rész, Georgina Morley
- 1990–1992: Majd a komornyik (Jeeves and Wooster), Daphne asszony, hoteltulajdonos
- 1994: Csak egy kis szórakozás (Pleasure), Madame Desneuves
- 1998: Egy tiszta nő (Tess of the D’Urbervilles), tévéfilm, Mrs. D’Urberville
- 1998: Berkeley Square, tévésorozat, Effie nagynéni
- 1998: Vadnyugati bosszúállók (Il mio West), Signora Willow
- 1999: Dalziel és Pascoe nyomoz (Dalziel & Pascoe), Brigid Stewart
- 2001: Az égig érő paszuly legendája (Jack and the Beanstalk: The Real Story), tévéminosorozat, banya
- 1999–2001: Gimme Gimme Gimme, tévésorozat, Beryl
- 2002: Egy fiúról (About a Boy), Lindsey mamája
- 2002: Baleseti sebészet (Casualty), Kate Duffin
- 2006: Agatha Christie: Marple, A láthatatlan kéz c. rész, Partridge
- 2006: Kagylókeresők (The Shell Seekers), tévé-minisorozat, Mrs. Croftway
- 2005–2009: Doktorok (Doctors), tévésorozat, Cybil Lambert / Mary Longworth
- 2003–2011: Kisvárosi gyilkosságok (Midsomer Murders), tévésorozat, két epizódban, Eleanor Macpherson / Jérome nővér
- 2012: Sherlock, tévésorozat, Grace
- 2015: A kertbérlő (The Lady in the Van), idős apáca
- 2008–2015: Holby Városi Kórház (Holby City), tévésorozat, Dora Greenwood / Joan Dempsey
- 2015: Carry on Forever, televíziós dokumentumfilm, önmaga (Folytassa… archív felvételekkel)
- 2016: A Korona (The Crown), tévésorozat, Andrew görög és dán hercegnő
- 2015–2020: Péntek esti vacsora (Friday Night Dinner), Cynthia Goodman

## További információ
- Rosalind Knight a PORT.hu-n (magyarul)
- Rosalind Knight az Internetes Szinkronadatbázisban (magyarul)
- Rosalind Knight az Internet Movie Database-ben (angolul)
- Rosalind Knight a Rotten Tomatoeson (angolul)
- Rosalind Knight az AlloCiné weboldalán (franciául)
- Rosalind Knight Profile. Famousfix.com. (Hozzáférés: 2023. január 18.)
- ↑ AndrewRoss:  Andrew Ross. Carry On Actors: The Complete Who’s Who of the Film Series (angol nyelven). Fantom Publishing (2015). ISBN 1-906358-95-8